# Denver Pyle
Denver Dell Pyle (11 de mayo de 1920 - 25 de diciembre de 1997) fue un actor estadounidense de cine y televisión recordado por interpretar al tío Jesse en la serie The Dukes of Hazzard.

## Biografía

### Primeros años
Pyle nació en Bethune en el condado de Kit Carson, Colorado, hijo de los agricultores Ben H. Pyle (1895-1988) y su esposa Maude (1899-1985), era sobrino del periodista Ernie Pyle. Después de graduarse de la escuela secundaria, Pyle asistió a la universidad pero se retiró para entrar en el mundo del espectáculo. Fue baterista de una banda hasta que los Estados Unidos entraron en la Segunda Guerra Mundial, cuando se alistó en la Marina Mercante. Pyle más tarde pretendió ser un veterano de la Marina de los EE.UU. que había sido herido en Guadalcanal, pero en 1991 el Centro Nacional de Récords de Personal (National Personnel Records Center) informó que no existían pruebas de que hubiera servido alguna vez en la Marina.

## Carrera
Después de la guerra, Pyle se embarcó en su carrera cinematográfica. Actuó en varias películas y en la televisión durante los años 1950 y 1960. Tuvo un papel en la película 1955 Audie Murphy Regreso del infierno y fue la estrella invitada dos veces en la serie de la NBC 1955-1956 antología oeste de la Frontera, en la "Madre de los Valientes" y en "El viaje del Capitán Castillo". Él apareció dos veces en El Defensor de la CBS pública en el papel de George Hansen y tres veces en la serie de antología religiosa, encrucijada en la ABC. Pyle apareció dos veces en la serie My Friend Flicka occidental y el arma inquietas. El artista invitado con Cruz de subvención en el episodio de 1959 "Tumbleweed Ranger" de los sindicados oeste de 26 hombres, historias reales de los Rangers de Arizona. También apareció en la serie sindicada Pony Express en el episodio de 1960 "Special Delivery". evaluación Pyle actuó en el episodio "Sendero de los Muertos", la historia de cinco mineros desaparecidos occidental, sindicado de la serie de Rod Cameron State Trooper. Él apareció con Sammy Jackson en el episodio "resurrección" de los sindicados Civil Americana drama Espíritu Guerra Gray. Se presentó dos veces como un ladrón de bancos no identificados en Duncan Renaldo The Cisco Kid. En 1954, Pyle desempeñó un hombre de confianza de Sam Bass en la serie sindicada Jim Davis, Historias del siglo. En 1958, protagonizó junto a Pyle Judith Evelyn en el episodio "Hombre de la Luna" de la NBC docudrama sobre la Guerra Fría, a puerta cerrada, acogida y, ocasionalmente, protagonizada por Bruce Gordon [4]. Pyle hizo varias apariciones como "Briscoe Darling", el patriarca ronca de un clan de paletos musicales, en la CBS The Andy Griffith Show. También apareció en una serie de westerns de John Ford, incluyendo los soldados a caballo con William Holden y El hombre que mató a Liberty Valance. Jugó un soldado Tennessee (llamado "Thimblerig") en El Álamo de John Wayne (1960). También actuó en westerns de televisión, incluyendo el episodio de 1960 "Crimen epidemia" de la serie sindicada lápida Territorio, de 1961 episodio de "Mano de la Venganza" de los sindicados occidental Dos caras del Oeste, que apareció dos veces en la serie de la CBS Ruta 66 con Martin Milner y George Maharis, por primera vez en 1961 en el episodio "El Recién Nacido" y nuevamente en 1962 en el episodio "un pedazo largo de Travesuras", y el segmento de "Licenciado en enaguas" de la serie de la NBC camino por tierra (1960). Uno de sus primeros papeles fue un villano en un episodio de televisión Las aventuras de Superman llamado "Cuidado con el auxilio". También apareció en un episodio de The Twilight Zone en 1964 llamado "Negro Chaquetas de cuero", donde interpretó al padre. Apareció en la temporada 1963-1964 en el drama de la ABC sobre la vida universitaria, Channing. Con frecuencia aparecía en La ley del revólver (14) y Zane Grey Dick Powell Teatro (7), Frontera Justicia, todos en la CBS. También es conocido por interpretar tanto el sospechoso y la víctima en el último episodio de Perry Mason, era el único actor que juega la víctima, un sospechoso y el asesino real (en un episodio anterior) en la serie de 6 partidos. Fue el abuelo Tarleton en los 26 episodios de Tammy en la temporada 1965-66. Él retrató Sam Houston en varios episodios de Las aventuras de Jim Bowie. 
Su papel más conocido de la televisión puede haber sido la del Tío Jesse Duke en la serie de la CBS The Dukes of Hazzard (1979-1985) (146 episodios). En 1975, Walt Disney Productions lanzó una película basada en la novela titulada Escape to Witch Mountain. En esta película de Tony y Tia fueron interpretados por Ike Eisenmann y Kim Richards, Deranian Lucas por Donald Pleasence, y el tío de los niños Bené (a quien ellos creen que se han ahogado en un accidente de hace mucho tiempo) por Denver Pyle. Además, Pyle desempeñó el papel de Mad Jack en la serie de la NBC La vida y los tiempos de Grizzly Adams (1977-1978) (36 episodios), el antagonista de Frank Hamer en Bonnie and Clyde (1967), Buck Webb (el padre de Doris Day) durante las dos primeras temporadas de El Show de la CBS Doris Day (1968-1970), y Briscoe Darling en El Show de Andy Griffith (1960-1968) (6 episodios). Hizo algunas escribir y dirigir para la corta vida de Sally oeste de media hora sucio protagonizada por Jeanette Nolan, que se desarrolló en la CBS en el primer semestre de 1974. También apareció dos veces en Cheyenne Mostrar protagonizada por Clint Walker. 
En su vida posterior, Pyle desempeñó papeles secundarios en su mayoría de televisión y se retiró de la actuación a tiempo completo. Su último papel cinematográfico fue la película junto a Mel Gibson, Jodie Foster y James Garner en la película Maverick 1994, interpretando a un jugador de cartas trampas que salta de un barco para mantener su dignidad en lugar de ser expulsados. Su último papel como actor conocido fue una represalia de Jesse Duke en el 1997 hizo de la película para televisión The Dukes of Hazzard: Reunion!.

## Filmografía
- The Dukes of Hazzard: Reunion! (25-Apr-1997)
- Maverick (20-May-1994)
- Return to Mayberry (13-Apr-1986)
- Return from Witch Mountain (10-Mar-1978)
- Guardian of the Wilderness (Dec 1976)
- Bienvenido a Los Ángeles (12-Nov-1976)
- Buffalo Bill and the Indians, or Sitting Bull's History Lesson (24-Jun-1976)
- Hawmps! (20-May-1976)
- The Adventures of Frontier Fremont (14-Jan-1976)
- Winterhawk (5-Nov-1975)
- Escape to Witch Mountain (21-Mar-1975)
- The Legend of Hillbilly John (Feb-1974)
- Cahill U.S. Marshal (11-Jul-1973)
- Something Big (1-Dec-1971)
- 5 Card Stud (31-Jul-1968)
- Bandolero! (1-Jun-1968)
- Bonnie and Clyde (13-Aug-1967)
- Welcome to Hard Times (1-Mayo-1967)
- Tammy and the Millionaire (May-1967)
- Gunpoint (18-Mar-1966)
- Incident at Phantom Hill (2-Feb-1966)
- The Great Race (1-Jul-1965)
- Shenandoah (3-Jun-1965)
- The Rounders (8-Jan-1965)
- Bonanza (1964) Bullet For A Bride S5E20
- Black Like Me (20-May-1964)
- Mail Order Bride (11-Mar-1964)
- Geronimo (1-May-1962)
- The Man Who Shot Liberty Valance (22-Apr-1962)
- The Alamo (24-Oct-1960)
- Cast a Long Shadow (24-Aug-1959)
- The Horse Soldiers (12-Jun-1959)
- Good Day for a Hanging (Jan-1959)
- China Doll (8-Jun-1958)
- The Left Handed Gun (7-May-1958)
- Fort Massacre (May-1958)
- The Lonely Man (12-Aug-1957)
- Gun Duel in Durango (1-May-1957)
- 7th Cavalry (7-Dec-1956)
- The Naked Hills (17-Jun-1956)
- Please Murder Me (Mar-1956)
- To Hell and Back (Aug-1955)
- Rage at Dawn (26-Mar-1955)
- Ride Clear of Diablo (1954)
- Topeka (9-Aug-1953)
- Desert Passage (30-May-1952)
- Customs Agent (18-May-1950)
- Singing Guns (28-Feb-1950)
- Hellfire (29-May-1949)
- Red Canyon (1949)

## Vida personal
Denver se casó con su primera esposa, Betty O'Brian (1919-1987) el 4 de julio de 1942. Tuvieron un hijo, David Mateo Pyle (16 de septiembre de 1945) y una hija Margaret Maude Catalano (de soltera Pyle, nacida el marzo de 1949). Denver y Betty se divorciaron el 9 de enero de 1957. 
Denver se casó con su segunda esposa, Lucille Martino-Walton (1916-1986) el 11 de diciembre de 1957. Tuvo dos hijastros a través de este matrimonio. Denver y Lucille se divorciaron el 27 de julio de 1963. 
Denver se casó con su tercera esposa Loretta Weston (1958-1997) el 5 de septiembre de 1983. Tuvieron un hijo, Triston Jackson Pyle (nacido en junio de 1986). Estuvieron casados hasta la muerte de Pyle. 
La madre de Pyle murió el 7 de enero de 1985 a la edad de 85 años. Su padre murió el 5 de noviembre de 1988 en la edad de 93 años. Pyle estaba cuidando a su padre ya a principios de 1985. Se encuentra enterrado en el Cementerio Forreston Ellis County, Texas, en una tumba sin grabar.